# Trofeu Concepción Arenal

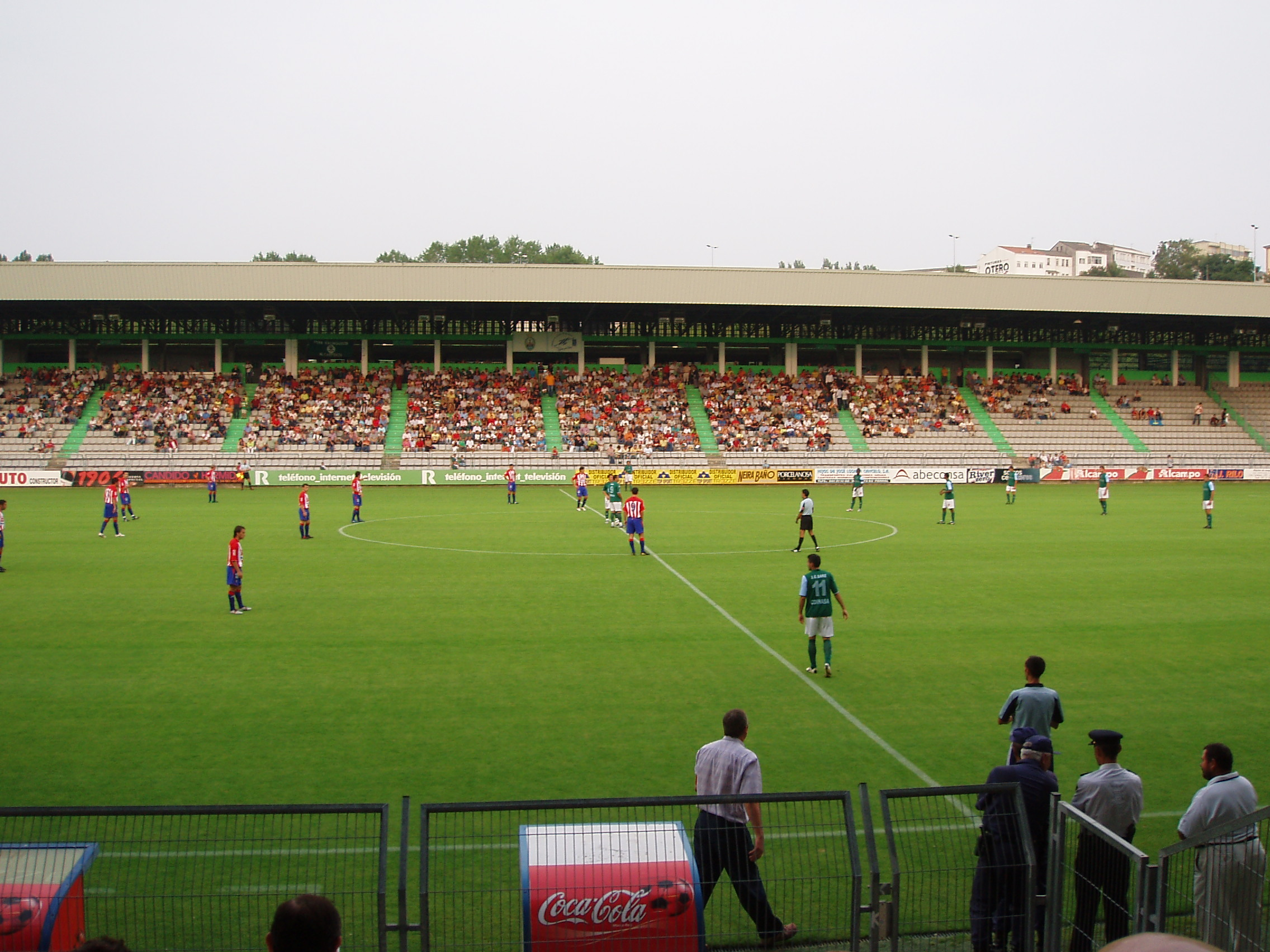
Partit entre el Racing de Ferrol i l'Sporting de Gijón, en l'edició de 2005.

El Trofeu Concepción Arenal és un torneig futbolístic d'estiu de caràcter amistós que se celebra cada any a la ciutat de Ferrol, des de 1953. És organitzat pel Racing de Ferrol i es tracta d'un dels tornejos futbolístics de més prestigi i antiguitar que se celebren a Espanya. Està dedicat a la coneguda escriptora ferrolana Concepción Arenal.

## Història
Enquadrar dins de les festes d'estiu de la ciutat, el que fou alcalde de Ferrol, José Manuel Alcántara Rocafort, i el seu regidor d'esports, Manuel Seijas Brea, van ser els seus principals impulsors. Durant la seva història, l'organització del torneig va anar a càrrec de l'Ajuntament de la ciutat, del Patronat Municipal d'Esports o del Racing Club de Ferrol, equip que s'encarrega d'aquesta en les últimes edicions.
Els partits es disputaven a l'antic Estadi Manuel Rivera d'O Inferniño fins a l'edició de 1992. Des de llavors es juguen a l'Estadi Municipal d'A Malata, exceptuant l'edició de 2001 que es va disputar al Camp d'A Gándara per obres a A Malata.

## Finals
| Any  | Campió                 | Subcampió              | Resultat           |
| ---- | ---------------------- | ---------------------- | ------------------ |
| 1953 | Athletic Club          | València CF            | 3–1                |
| 1954 | València CF            | Atlètic de Madrid      | 5–4                |
| 1955 | No es va disputar      | No es va disputar      | No es va disputar  |
| 1956 | Deportivo de La Coruña | Torneig triangular     | Torneig triangular |
| 1957 | Celta de Vigo          | Torneig triangular     | Torneig triangular |
| 1958 | Reial Betis            | Torneig triangular     | Torneig triangular |
| 1959 | Racing de Ferrol       | Torneig triangular     | Torneig triangular |
| 1960 | Reial Múrcia           | Torneig triangular     | Torneig triangular |
| 1961 | No es va disputar      | No es va disputar      | No es va disputar  |
| 1962 | Reial Betis            | Deportivo de La Coruña | 1–1                |
| 1963 | Deportivo de La Coruña | Vitória de Guimarães   | 4–0                |
| 1964 | Racing de Ferrol       | Deportivo de La Coruña | 2–1                |
| 1965 | Racing de Ferrol       | Torneig triangular     | Torneig triangular |
| 1966 | Deportivo de La Coruña | Racing de Ferrol       | 1–1 (p)            |
| 1967 | Celta de Vigo          | Racing de Ferrol       | 1–0                |
| 1968 | FC Barcelona           | Reial Saragossa        | 2–0                |
| 1969 | Deportivo de La Coruña | Racing de Ferrol       | 2–1                |
| 1970 | Sporting de Gijón      | Racing de Ferrol       | 2–1                |
| 1971 | Sporting de Gijón      | Torneig triangular     | Torneig triangular |
| 1972 | No es va disputar      | No es va disputar      | No es va disputar  |
| 1973 | Deportivo de La Coruña | Racing de Ferrol       | 2-1                |
| 1974 | Deportivo de La Coruña | Torneig triangular     | Torneig triangular |
| 1975 | Palestino              | Racing de Ferrol       | 4-0                |
| 1976 | UD Las Palmas          | Racing de Ferrol       | 2-1                |
| 1977 | Reial Madrid           | Racing de Ferrol       | 3–1                |
| 1978 | Elx CF                 | Racing de Ferrol       | 1–0                |
| 1979 | Reial Societat         | Racing de Ferrol       | 2–0                |
| 1980 | No es va disputar      | No es va disputar      | No es va disputar  |
| 1981 | Racing de Ferrol       | Real Oviedo            | 1–0                |
| 1982 | Deportivo de La Coruña | SD Compostela          | 4–1                |
| 1983 | No es va disputar      | No es va disputar      | No es va disputar  |
| 1984 | Reial Madrid           | Deportivo de La Coruña | 3–0                |
| 1985 | Deportivo de La Coruña | Racing de Ferrol       | 2–1                |
| 1986 | Deportivo de La Coruña | Nacional de Montevideo | 2–2 (p)            |
| 1987 | Deportivo de La Coruña | Torneig triangular     | Torneig triangular |
| 1988 | Racing de Ferrol       | CD As Pontes           | 2–1                |
| 1989 | UD Salamanca           | Racing de Ferrol       | 3–1                |
| 1990 | No es va disputar      | No es va disputar      | No es va disputar  |
| 1991 | Celta de Vigo          | Racing de Ferrol       | 2–0                |
| 1992 | CD As Pontes           | Racing de Ferrol       | 2–2 (p)            |
| 1993 | SD Compostela          | Racing de Ferrol       | 3–1                |
| 1994 | Aston Villa            | Atlètic de Madrid      | 0–0 (p)            |
| 1995 | AFC Ajax               | Reial Saragossa        | 1–1 (p)            |
| 1996 | Deportivo de La Coruña | Racing de Ferrol       | 3–1                |
| 1997 | FC Porto               | Racing de Ferrol       | 1–0                |
| 1998 | Celta de Vigo          | Racing de Ferrol       | 7–2                |
| 1999 | Reial Valladolid       | Racing de Ferrol       | 1–0                |
| 2000 | No es va disputar'     | No es va disputar'     | No es va disputar' |
| 2001 | Racing de Ferrol       | Sporting de Gijón      | 2–1                |
| 2002 | Deportivo de La Coruña | Racing de Ferrol       | 1–0                |
| 2003 | Deportivo de La Coruña | Racing de Ferrol       | 4–1                |
| 2004 | Celta de Vigo          | Racing de Ferrol       | 1–1 (p)            |
| 2005 | Racing de Ferrol       | Sporting de Gijón      | 1–0                |
| 2006 | Recreativo de Huelva   | Racing de Ferrol       | 0–0 (p)            |
| 2007 | Racing de Ferrol       | Pontevedra CF          | 4–0                |
| 2008 | Reial Saragossa        | Racing de Ferrol       | 3–2                |
| 2009 | Río Ave                | Racing de Ferrol       | 1–0                |
| 2010 | Celta de Vigo          | Racing de Ferrol       | 3–0                |
| 2011 | Deportivo de La Coruña | Racing de Ferrol       | 1–1 (4–3 p)        |
| 2012 | No es va disputar      | No es va disputar      | No es va disputar  |
| 2013 | SD Ponferradina        | Racing de Ferrol       | 1-1 (9–8 p)        |
| 2014 | No es va disputar      | No es va disputar      | No es va disputar  |
| 2015 | CD Lugo                | Racing de Ferrol       | 3-1                |

## Palmarès
| Equip                  | Títols | Anys                                                                               |
| Deportivo de La Coruña | 14     | 1956, 1963, 1966, 1969, 1973, 1974, 1982, 1985, 1986, 1987, 1996, 2002, 2003, 2011 |
| Racing de Ferrol       | 8      | 1959, 1964, 1965, 1981, 1988, 2001, 2005, 2007                                     |
| Celta de Vigo          | 6      | 1957, 1967, 1991, 1998, 2004, 2010                                                 |
| Reial Betis            | 2      | 1958, 1962                                                                         |
| Sporting de Gijón      | 2      | 1970, 1971                                                                         |
| Reial Madrid           | 2      | 1977, 1984                                                                         |
| Athletic Club          | 1      | 1953                                                                               |
| València CF            | 1      | 1954                                                                               |
| Reial Múrcia           | 1      | 1960                                                                               |
| FC Barcelona           | 1      | 1968                                                                               |
| Palestino              | 1      | 1975                                                                               |
| UD Las Palmas          | 1      | 1976                                                                               |
| Elx CF                 | 1      | 1978                                                                               |
| Reial Societat         | 1      | 1979                                                                               |
| UD Salamanca           | 1      | 1989                                                                               |
| CD As Pontes           | 1      | 1992                                                                               |
| SD Compostela          | 1      | 1993                                                                               |
| Aston Villa            | 1      | 1994                                                                               |
| AFC Ajax               | 1      | 1995                                                                               |
| Porto                  | 1      | 1997                                                                               |
| Reial Valladolid       | 1      | 1999                                                                               |
| Recreativo de Huelva   | 1      | 2006                                                                               |
| Reial Saragossa        | 1      | 2008                                                                               |
| Río Ave                | 1      | 2009                                                                               |
| SD Ponferradina        | 1      | 2013                                                                               |
| CD Lugo                | 1      | 2015                                                                               |